# Monterblanc
Monterblanc (tiếng Breton: Sterwenn) là một xã ở tỉnh Morbihan trong vùng Bretagne tây bắc Pháp. Xã này có diện tích 25,41 km², dân số năm 1999 là 1951 người. Khu vực này có độ cao từ 46-151 mét trên mực nước biển.
Sông Arz tạo thành phần lớn ranh giới phía bắc thị trấn.
Cư dân của Monterblanc danh xưng trong tiếng Pháp là Monterblancais.